# Hexanchus nakamurai
Il notidano dagli occhi grandi (Hexanchus nakamurai Teng, 1962) è una specie dell'ordine degli Hexanchiformi.

## Descrizione
È uno squalo snello, con muso sottile e allungato, di colore grigio uniforme, leggermente più scuro sul dorso. Deve il nome ai grandi occhi verdi fluorescenti e, diversamente dalla maggior parte degli altri squali, possiede sei coppie di fessure branchiali, tutte situate appena davanti alla pinna pettorale e di dimensione decrescente procedendo dalla parte anteriore a quella posteriore. Il notidano dagli occhi grandi condivide questa caratteristica con il suo congenere, il notidano grigio, che tuttavia è molto più grande e ha occhi molto più piccoli. Gli adulti misurano in genere 120 cm di lunghezza, ma possono arrivare fino a 180 cm; il peso si aggira sui 20 kg. Tutte le pinne sono piccole: l'unica pinna dorsale, con base molto corta, è situata anteriormente all'anale, molto distante dalla caudale. Quest'ultima presenta un lobo superiore molto lungo, con una profonda incisura subterminale, ed uno inferiore piccolo. Le pinne pettorali hanno forma trapezoidale, con bordo posteriore leggermente concavo; le pinne pelviche, situate vicino a quella anale, presentano base allungata. Tutte le pinne hanno sottili margini bianchi sul bordo. Nei giovani, il lobo superiore della pinna caudale ha una punta nera. I denti della mascella superiore sono disposti su quattro file, con una lunga cuspide principale rivolta indietro e poche cuspidi secondarie molto più piccole; quelli della mascella inferiore (disposti in una fila centrale e su cinque laterali per parte) sono larghi, compressi, a pettine, con una cuspide principale seghettata e numerose cuspidi secondarie corte.

## Distribuzione e habitat
Il notidano dagli occhi grandi occupa un areale molto esteso, ma, dal momento che viene catturato solo raramente, non ne conosciamo l'esatta distribuzione. Nell'Atlantico occidentale, è stato segnalato nelle acque intorno a Bahamas, Cuba, Messico, Nicaragua e Costa Rica, mentre in quello orientale è stato trovato nei pressi di Gibilterra e, probabilmente, anche sulle coste di Costa d'Avorio e Nigeria. Nel Mediterraneo la sua presenza è dubbia, probabilmente perché viene confuso con il notidano grigio. Nel Pacifico occidentale sono state segnalate catture in Giappone, a Taiwan, nelle Filippine, in Nuova Caledonia e in Australia orientale. Sono note popolazioni anche al largo del Madagascar e del Kenya. Specie demersale, vive lungo le piattaforme continentali e insulari; la sua presenza è stata segnalata tra i 90 e i 600 m di profondità, ma occasionalmente si spinge anche in acque più basse o fino alla superficie. Non frequenta ambienti abissali.

## Biologia
Conosciamo ben poco riguardo alle abitudini alimentari del notidano dagli occhi grandi. Si ritiene, sulla base dei pochi contenuti stomacali esaminati, che si nutra principalmente di pesci ossei di piccole o medie dimensioni e di crostacei. Probabilmente di giorno sta vicino al fondo e può risalire in superficie di notte per nutrirsi.
Come tutti gli squali dell'ordine degli Hexanchiformi, è ovoviviparo. La femmina può dare alla luce circa 13-26 embrioni per volta. Alla nascita i piccoli misurano 40-45 cm. I maschi raggiungono la maturità sessuale a 123-157 cm, le femmine a 142-178.
È molto probabile, date le ridotte dimensioni di questo squalo, che i suoi predatori principali siano i grandi squali.

## Rapporti con l'uomo
La specie viene elencata come «prossima alla minaccia» (Near Threatened) dall'Unione Internazionale per la Conservazione della Natura (IUCN). Di scarsa importanza per la pesca, viene catturata occasionalmente con palangari o con reti. Non si conoscono casi di attacchi all'uomo.